# Duo Glacial
Duo Glacial foi uma dupla de cantores de música sertaneja do Brasil, formada pelos cantores e irmãos Miguel Cerván Vidal (Mirassol, 1 de janeiro de 1936 — Araraquara, 12 de junho de 2015) e Ana Cerván Vidal (Onda Verde, 15 de dezembro de 1941 — Araraquara, 19 de maio de 2015).
Foi em Araraquara que Miguel e a irmã Aninha começaram a cantar juntos, em 1955. No ano seguinte foram para São Paulo e, em 1959, adotaram o nome artístico Duo Glacial, que tinha como inspiração, Cascatinha e Inhana, dupla referência para a música caipira.
Aninha e Miguel gravaram 26 LPs e 4 CDs. Eles conquistaram o primeiro lugar em um concurso da Rádio Nacional, em 1967, com a música " Poeira ", Composição de Luiz Bonan e Serafim Colombo Gomes).
Em 19 de maio de 2015, aos 73 anos, Ana se sentiu mal e sofreu duas paradas cardíacas, sendo levada a um hospital, porém não resistiu e morreu. Em 12 de junho do mesmo ano, menos de um mês após a morte de Ana, aos 79 anos, Miguel sofreu uma parada cardíaca e morreu.